# De Hef
De Hef is de populaire benaming van de Koningshavenbrug, een in 1927 geopende en sinds 24 september 1993 voor het treinverkeer buiten gebruik gestelde spoorweghefbrug over de Koningshaven in de Nederlandse stad Rotterdam. De brug vormde deel van de spoorlijn Breda - Rotterdam.

## Geschiedenis
De Koningshaven scheidt het Noordereiland van de wijk Feijenoord. De brugdelen van de Koningshavenbrug aan de wederzijdse oevers stammen uit 1878. Het middengedeelte was oorspronkelijk een draaibrug. Dit was echter een forse hindernis voor de scheepvaart. In de smalle doorvaart voeren meerdere schepen zich vast, in 1918 voer het Duitse schip Kandelfels tegen de pijler. Dit laatste ongeval gaf de doorslag voor de aanleg van een hefbrug ter vervanging van de draaibrug.
De brug is ontworpen door ingenieur Pieter Joosting en opengesteld op 31 oktober 1927. Deze brug was de eerste van haar soort in West-Europa. Joris Ivens maakte in 1928 een avant-gardistische film over de Hef met als titel De Brug. Onder meer door deze film werd Ivens internationaal bekend. Arij de Boode en Pieter van Oudheusden schreven De Hef, biografie van een spoorbrug (1985, met een woord vooraf door Joris Ivens).
Op 14 januari 1933 dook Lou Vlasblom van ongeveer 67 meter hoogte de hefbrug, en werd hiervoor gehuldigd in het Grand Theatre. Twee weken later sprong Jan Tabbernee vanaf een punt zes meter hoger dan dat van Vlasblom. Tabbernee kwam verkeerd terecht en overleefde de duik niet.
Op 10 mei 1978 is de hefbrug aangevaren door de Nedlloyd Bahrein tijdens sleep vanaf de scheepswerf Van der Giessen-de Noord, waar het schip gebouwd was, naar Wilton-Fijenoord. Gedurende 14 dagen was het spoorwegverkeer gestremd.

## Herbestemming
Na de ingebruikname op 24 september 1993 van de Willemsspoortunnel voor het treinverkeer tussen Centraal Station en station Zuid kon men zich richten op de sloop van het overbodig geworden tracé. Dat bestond uit de twee Maasbruggen: de Hef en de Willemsspoorbrug (de andere Maasbrug in het verlengde van de Hef) en het Luchtspoor. Na brede protesten van Rotterdammers werd afgezien van de sloop van de Hef. Deze brug is sinds 3 april 2000 Rijksmonument, een monument ter herinnering aan de plek waar ooit de treinen het centrum van Rotterdam verlieten. De rest van het spoortracé is wel gesloopt.
De zuidelijke toren van de hefbrug dient sinds de plaatsing van een nestkast als broedgelegenheid voor slechtvalken.
In de speelfilm De Vriendschap van Nouchka van Brakel uit 2001 speelt De Hef een rol. 

### Plannen
In 2013 stond de brug centraal in het project De Hef Experience, dat de culturele, architectonische en stedenbouwkundige waarde van de brug onder de aandacht wilde brengen. Tegen de plannen van De Hef Experience werd echter geprotesteerd door een deel van de bevolking van het Noordereiland, waaronder de vereniging Handen af van De Hef.
In oktober 2014 hebben ontwerpbureau KCAP en ingenieursbureau Movares onderzoek gedaan naar de mogelijkheid om een nieuwe tramlijn over de Hef te laten rijden. De geplande derde oeververbinding tussen het Noordereiland en Rotterdam-Zuid - om de route van de Willemsbrug naar de Rosestraat rechtdoor te trekken - zou dan zonder trambaan kunnen.

### Renovatie en tweede tijdelijke verwijdering van het middendeel
Op zondag 23 november 2014 werd het middengedeelte van de brug - het val - tijdelijk verwijderd voor groot onderhoud. Het 55 meter lange en 9 meter brede brugdeel werd uitgehesen met behulp van speciale bokken en vervoerd naar de Merwehaven. In 2016 is het val hier opgeknapt. De contragewichten in de torens werden gefixeerd in de hoogste stand. Alle staalkabels zijn verwijderd. De renovatie duurde tot begin 2017 en werd betaald door de gemeente Rotterdam.
De rest van de brug, bestaande uit twee aanbruggen en twee heftorens werd gestraald en opnieuw geconserveerd. Tevens werden diverse staalreparaties uitgevoerd waarbij onder andere onderdelen opnieuw met klinknagels zijn bevestigd. De combinatie Hegeman Bouw Chemie en VDS Staal- en Machinebouw zijn hoofdaannemer van deze opdracht. Van Ginkel Groep heeft de Hef in zijn geheel (circa 28.000 m²) gestraald en schildersbedrijf N. van der Ham heeft de gehele constructie geschilderd in het originele NS116 mosgroen.
Op 7 februari 2017 werd het val weer teruggeplaatst. De Hef was hiermee weer compleet.
Op de werf van Oceanco in Alblasserdam worden luxe jachten afgebouwd. De meeste kunnen na voltooiing zonder belemmeringen naar zee varen, maar voor het jacht van Jeff Bezos,  Y721, zou het middendeel van De Hef gedemonteerd moeten worden. Naar aanleiding van berichten dat dit in 2022 zou gebeuren en na kritiek op dit plan stelde burgemeester Ahmed Aboutaleb van Rotterdam in februari 2022 dat er nog geen vergunning voor was aangevraagd.
Na protesten van Rotterdammers en de aankondiging dat het superjacht bij het passeren met rotte eieren zou worden bekogeld, werd eind juni 2022 bekendgemaakt dat het plan tot demontage was afgevoerd.

## Afbeeldingen

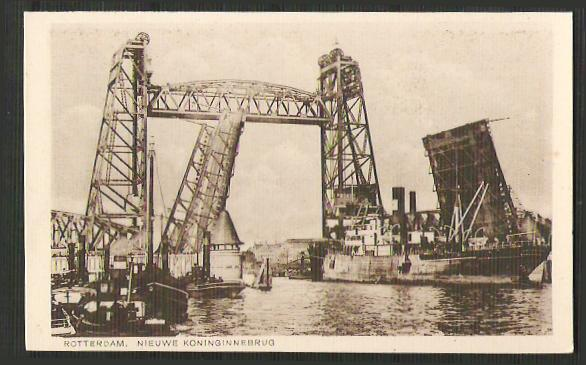
Oude ansichtkaart met op de voorgrond de geopende Nieuwe Koninginnebrug, daarachter de Hef.
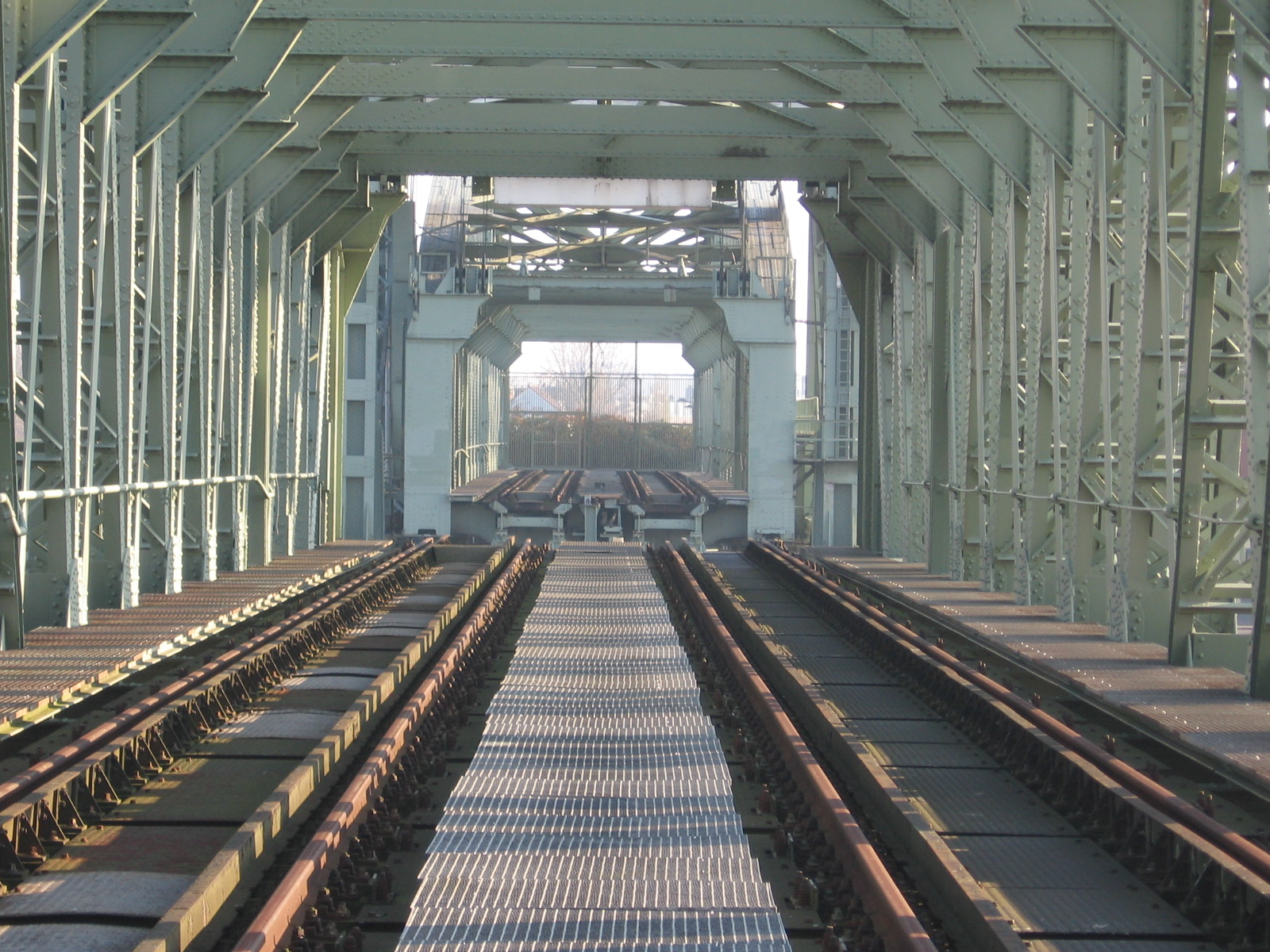
De oude sporen op de Hef gezien vanaf het Noordereiland. De rails liggen er nog altijd, maar de bovenleiding is weggehaald.
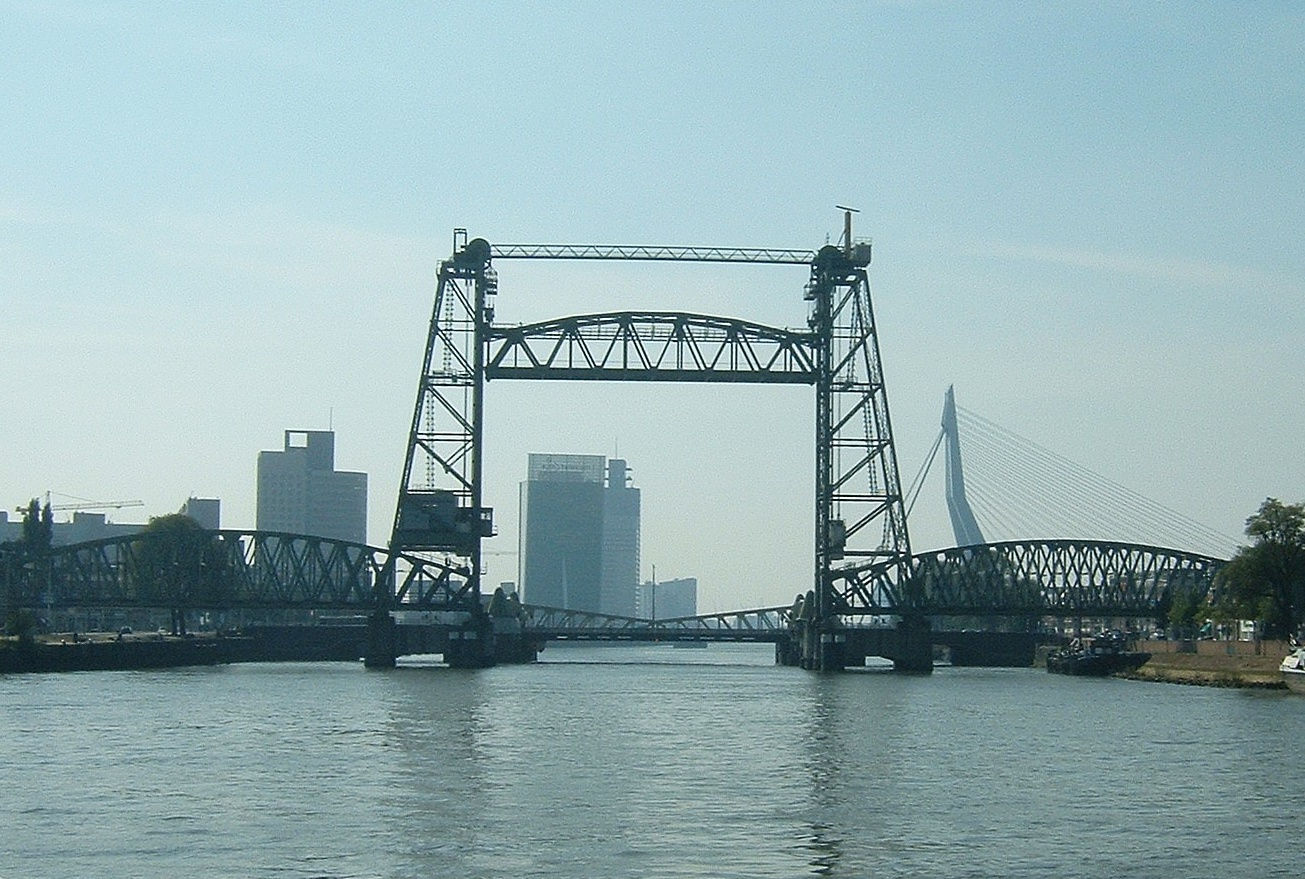
De Hef met daarachter de Koninginnebrug.
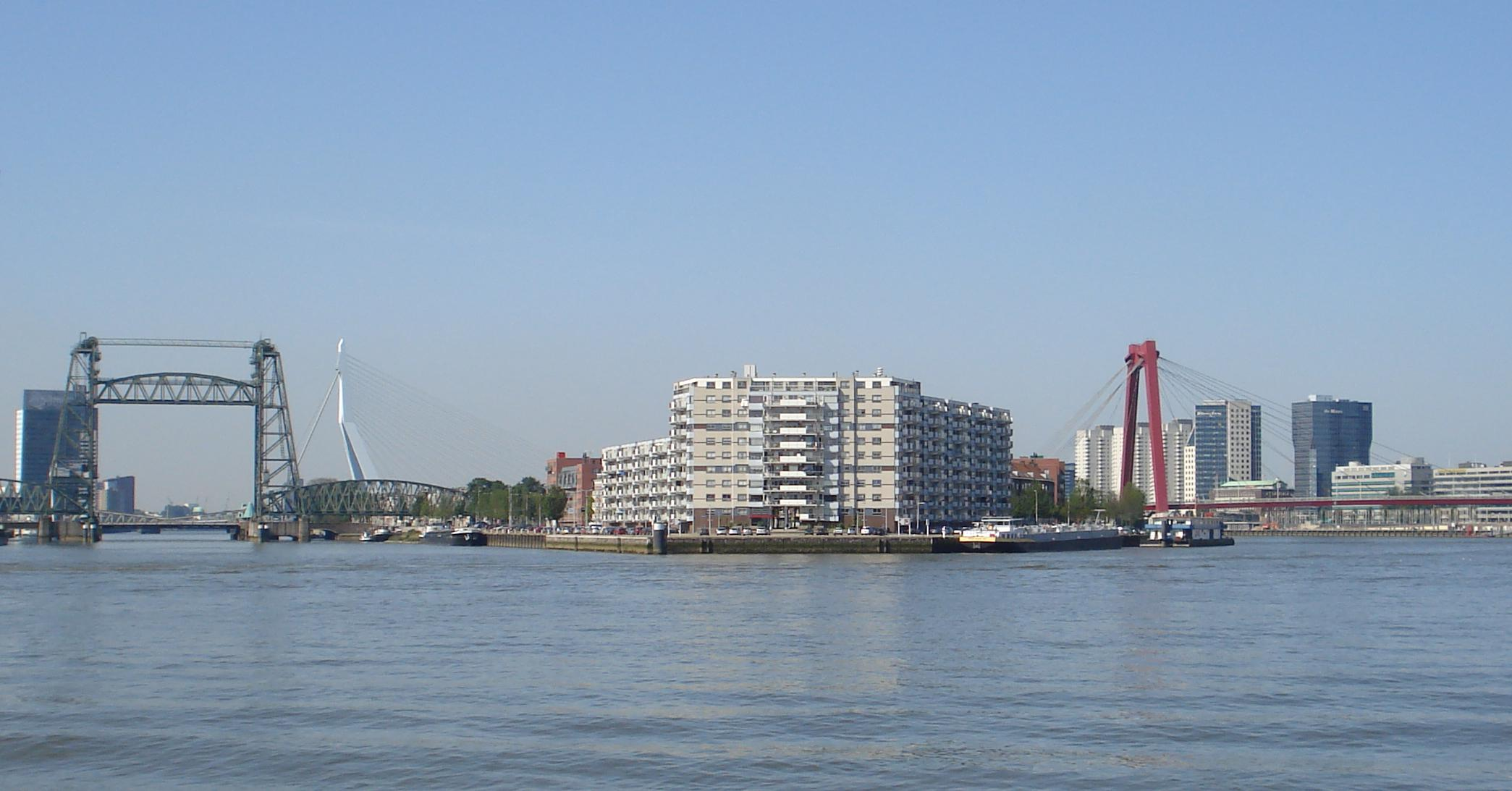
Uitzicht vanaf de Maasboulevard, met uiterst links de Hef.
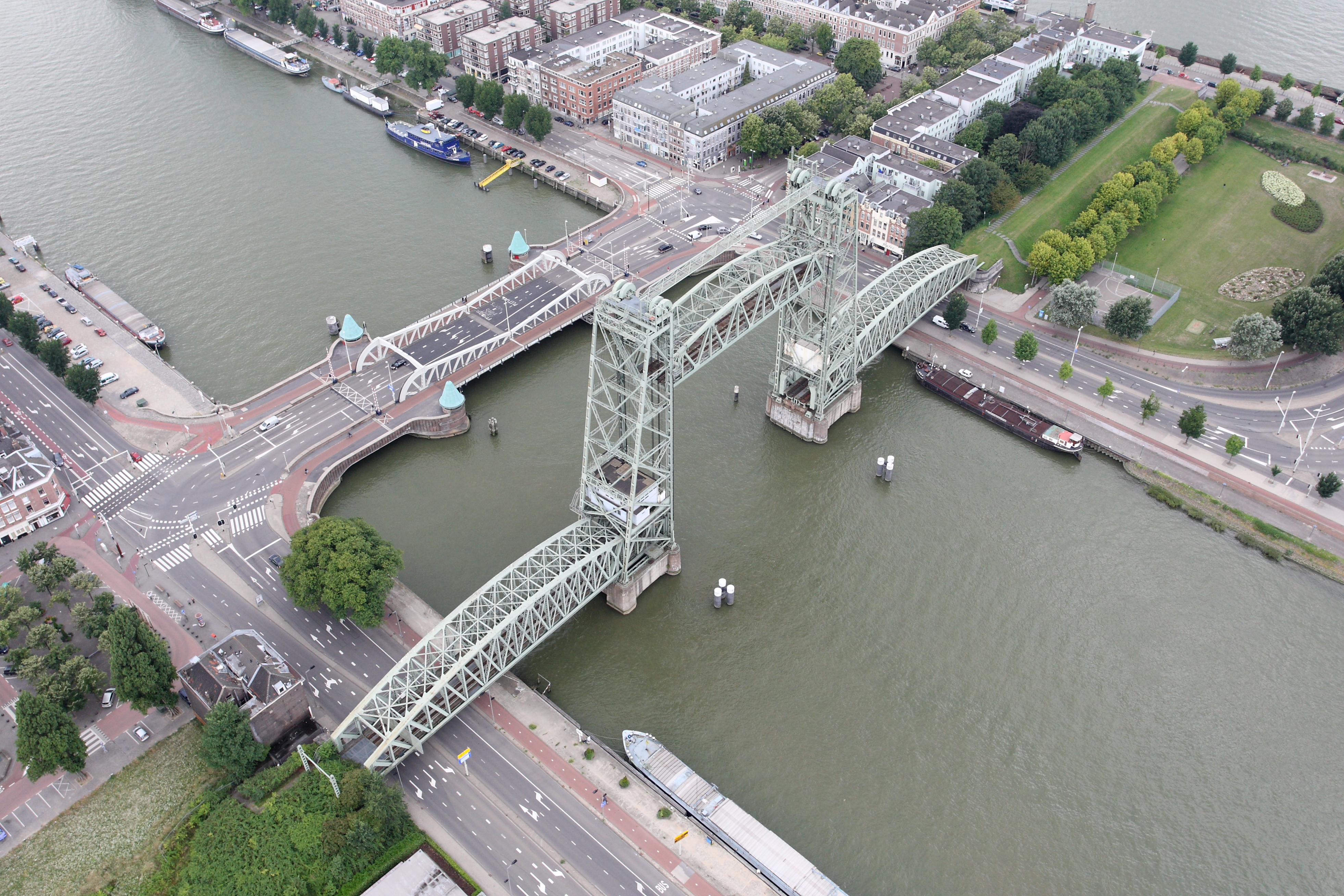
Luchtfoto van de Koninginnebrug en de Hef.
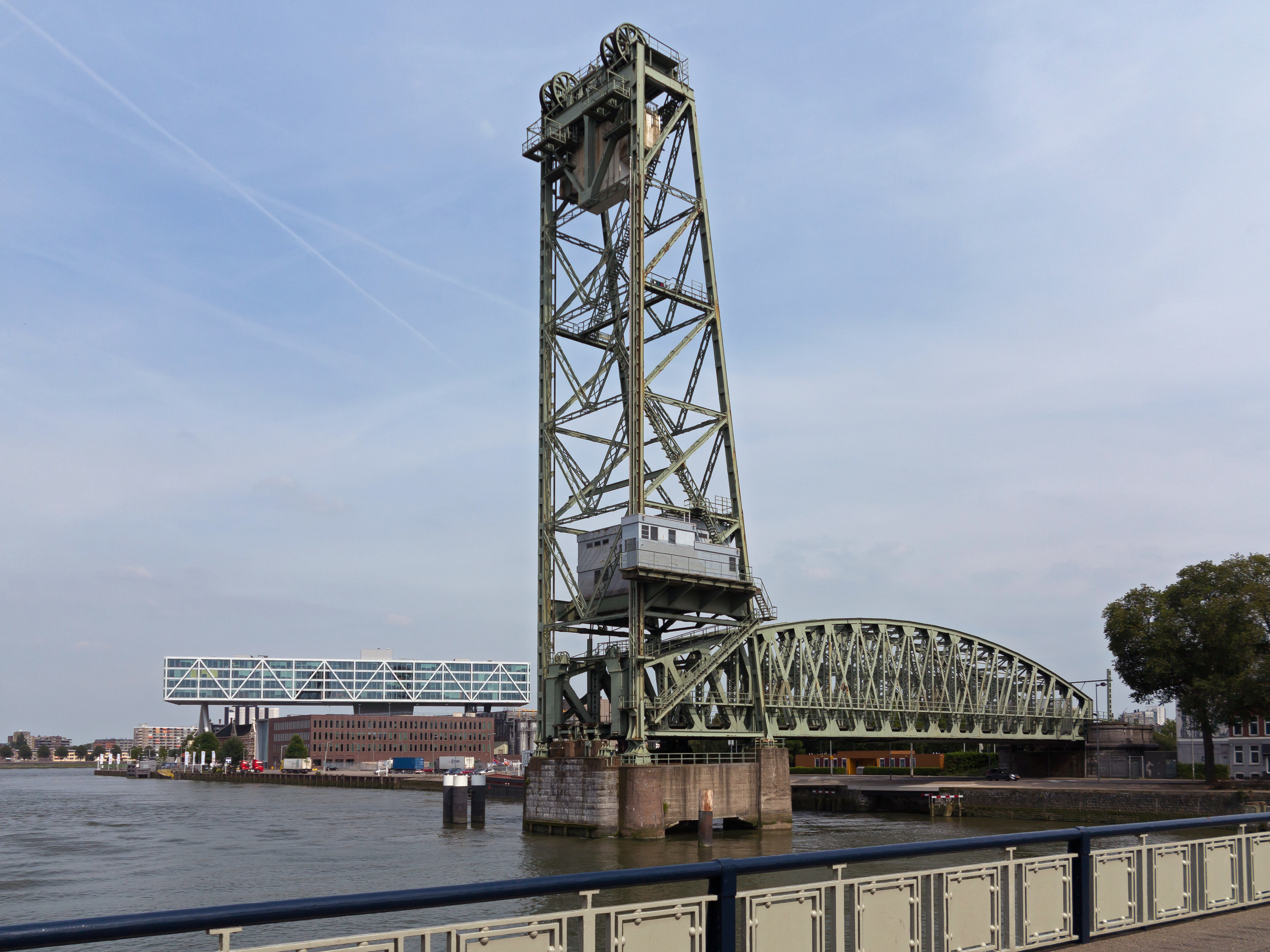
Het zuidelijk deel van de Hef in 2015
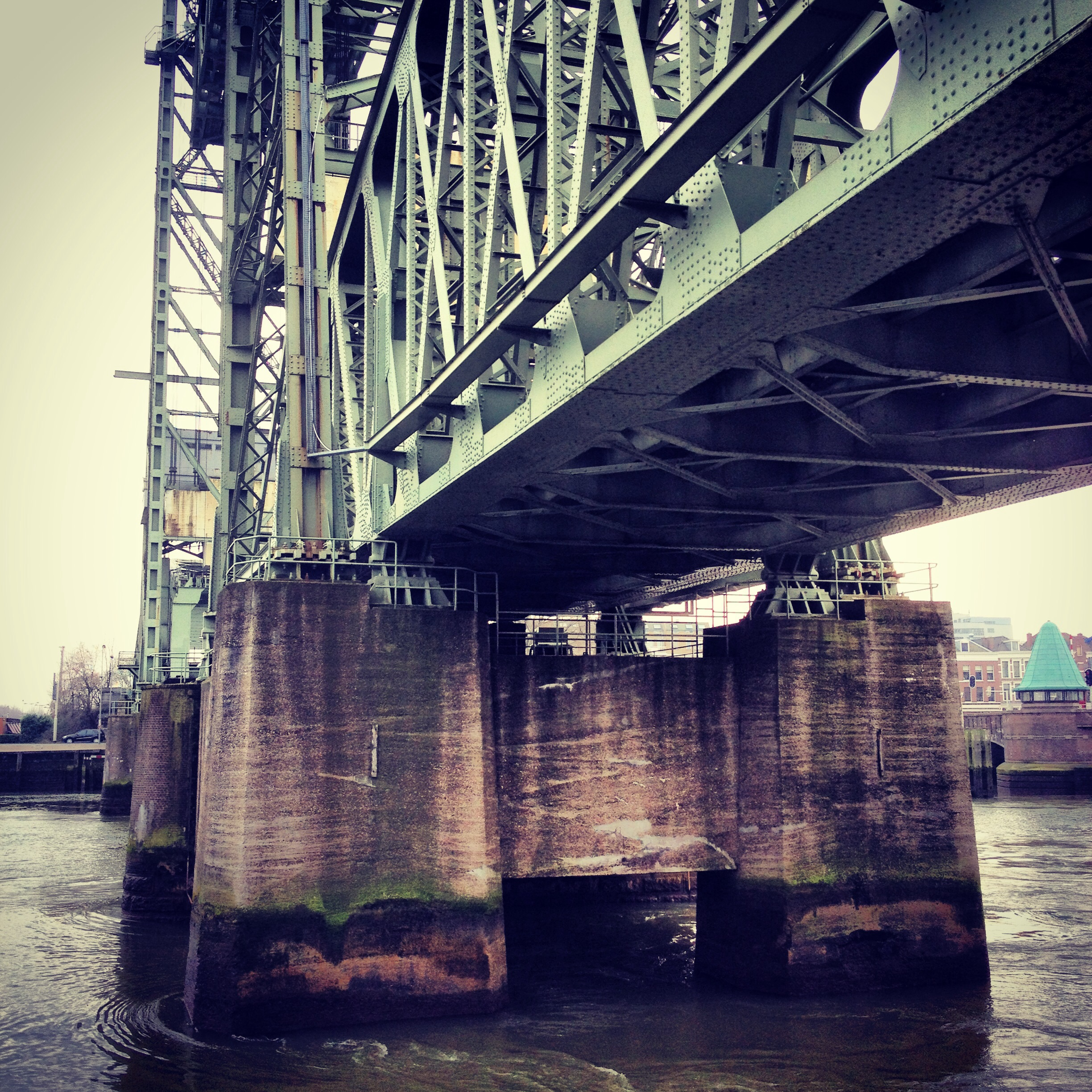
Onderkant van de brug
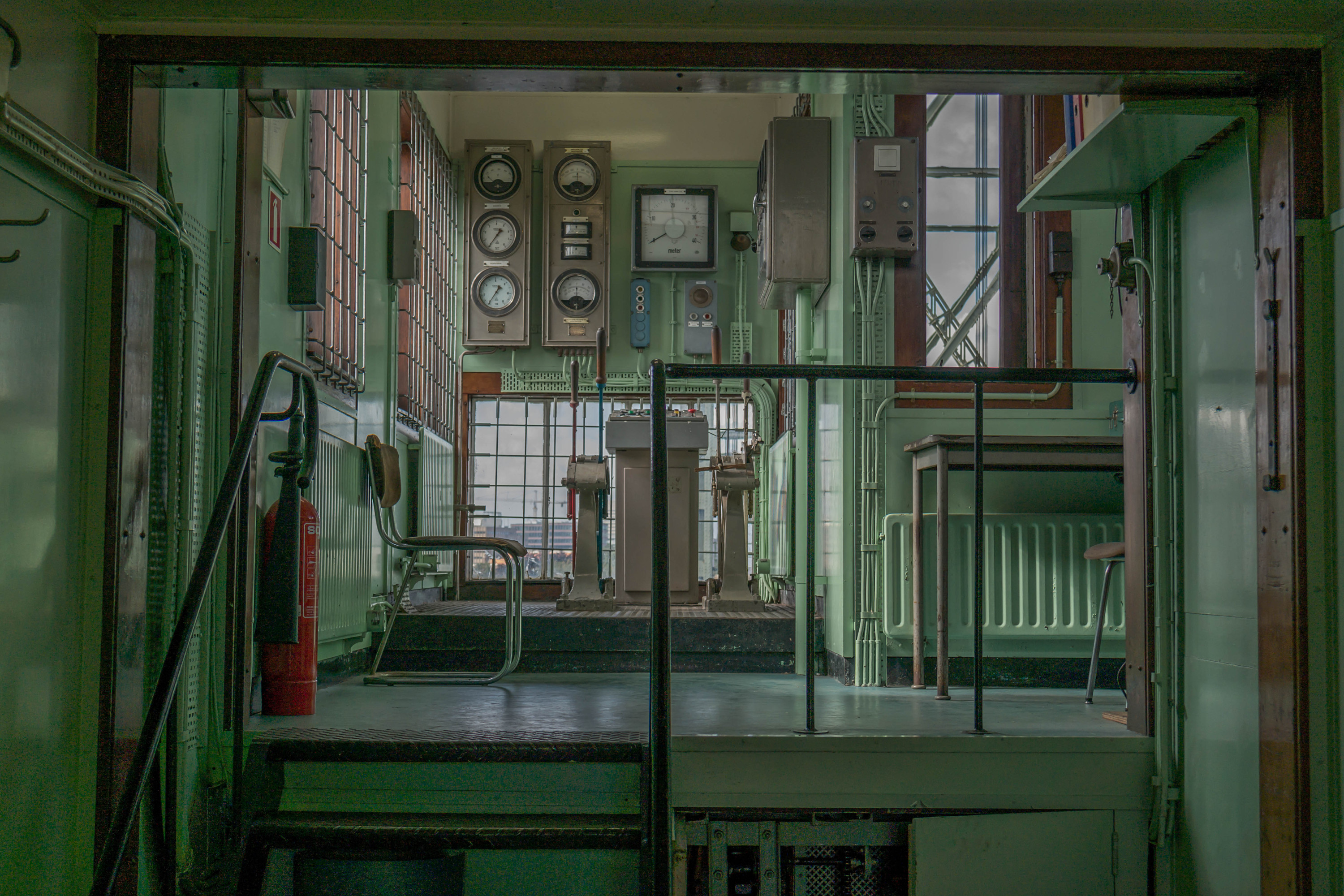
Bedieningsruimte van de brug